# The Offer
The Offer è una miniserie televisiva statunitense del 2022 creata da Michael Tolkin.
La miniserie narra le vicende dietro la produzione del celebre cult del 1972 Il padrino.

## Puntate
| nº | Titolo originale          | Titolo italiano              | Prima TV USA   | Prima TV Italia   |
| -- | ------------------------- | ---------------------------- | -------------- | ----------------- |
| 1  | A Seat at the Table       | Un posto al tavolo           | 28 aprile 2022 | 15 settembre 2022 |
| 2  | Warning Shots             | Colpi d'avvertimento         | 28 aprile 2022 | 15 settembre 2022 |
| 3  | Fade In                   | Assolvenza                   | 28 aprile 2022 | 15 settembre 2022 |
| 4  | The Right Shade of Yellow | La giusta tonalità di giallo | 5 maggio 2022  | 15 settembre 2022 |
| 5  | Kiss the Ring             | Bacia l'anello               | 12 maggio 2022 | 15 settembre 2022 |
| 6  | A Stand Up Guy            | Un uomo leale                | 19 maggio 2022 | 15 settembre 2022 |
| 7  | Mr. Producer              | Signor Produttore            | 26 maggio 2022 | 15 settembre 2022 |
| 8  | Crossing That Line        | Superare la linea            | 2 giugno 2022  | 15 settembre 2022 |
| 9  | It's Who We Are           | Questo è ciò che siamo       | 9 giugno 2022  | 15 settembre 2022 |
| 10 | Brains and Balls          | Ragione e istinto            | 16 giugno 2022 | 15 settembre 2022 |

## Promozione
Il primo teaser trailer della miniserie viene diffuso il 1º febbraio 2022.

## Distribuzione
La miniserie è stata distribuita su Paramount+ a partire dal 28 aprile 2022.

## Riconoscimenti
- 2023 - Critics' Choice Awards[3]
  - Candidatura per la miglior miniserie
  - Candidatura per la miglior attrice non protagonista in una miniserie o film per la televisione a Juno Temple